# 哥本哈根火车总站购物中心
哥本哈根火车总站购物中心（官方丹麦语名称：Hovedbanens Shoppingcenter，丹麦语又称：Hovedbanegårdens ShoppingCenter，中文又译：哥本哈根中央车站购物中心）是一座位于哥本哈根火车总站内部的购物中心。1992年开业，內由多間商戶组成。

## 公共交通线路

### 巴士
- 11路
- 23路
- 26路
- 31路
- 37路
- 68路
- 2A路
- 7A路
- 5C路
- 250S路
- 93N路
- 97N路

### 地铁
- 哥本哈根地铁3号线

- 哥本哈根地铁4号线

### 市郊铁路
- 哥本哈根市郊铁路A线

- 哥本哈根市郊铁路B线

- 哥本哈根市郊铁路Bx线

- 哥本哈根市郊铁路C线

- 哥本哈根市郊铁路E线

- 哥本哈根市郊铁路H线

## 入驻商户不完全列表
*数据截至2022年2月

### 7-11
位于哥本哈根火车总站购物中心的7-11门店，提供新鲜食品（包括面包、三明治、咖啡等）和预包装商品等多种多样的商品。

### 布鲁格森哥本哈根火车总站店
位于哥本哈根火车总站的布鲁格森哥本哈根火车总站店（丹麦语原名：Brugsen Hovedbanen）出售果蔬、肉类、鱼类、面包等商品。

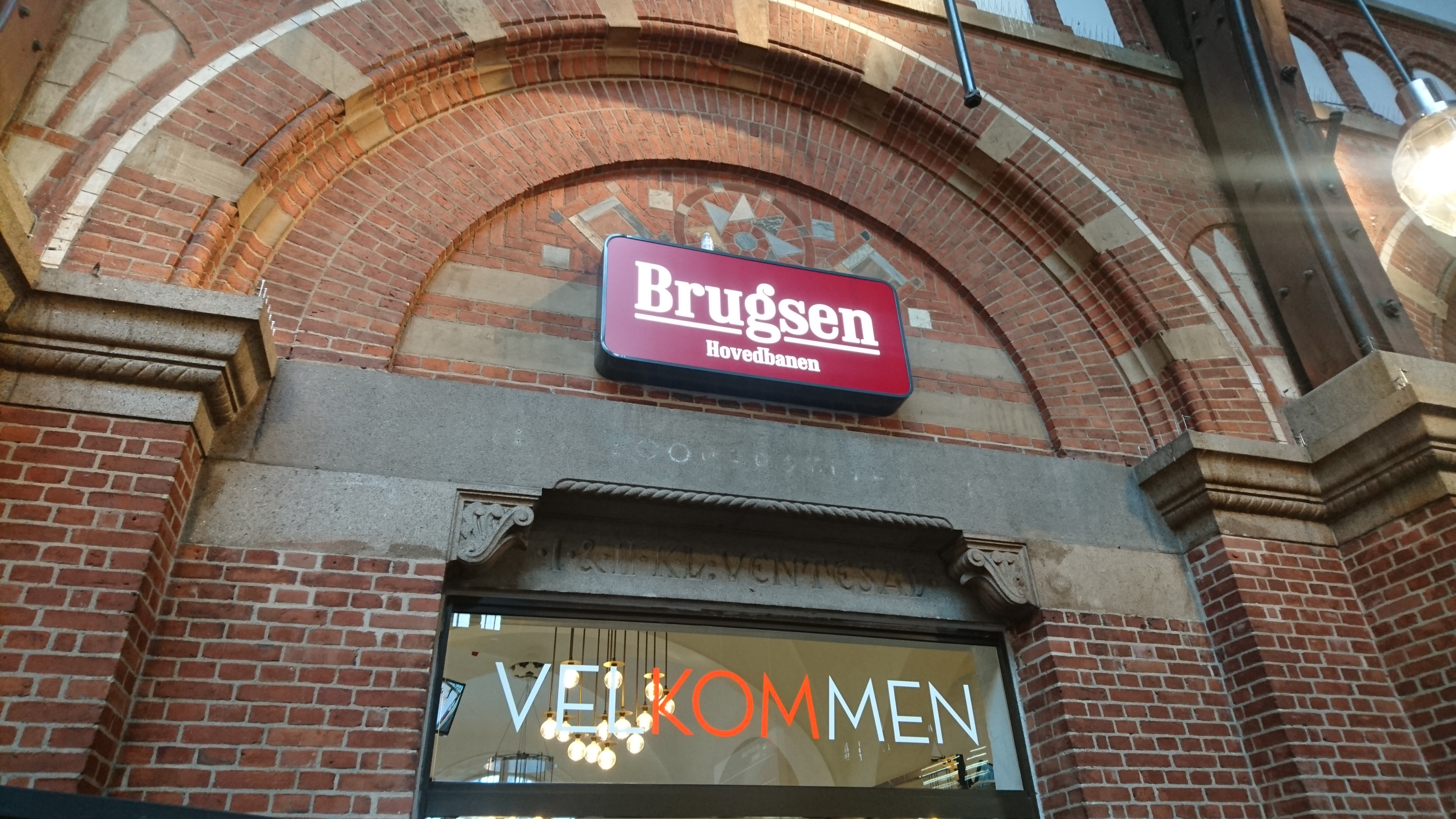
布鲁格森哥本哈根火车总站店牌匾
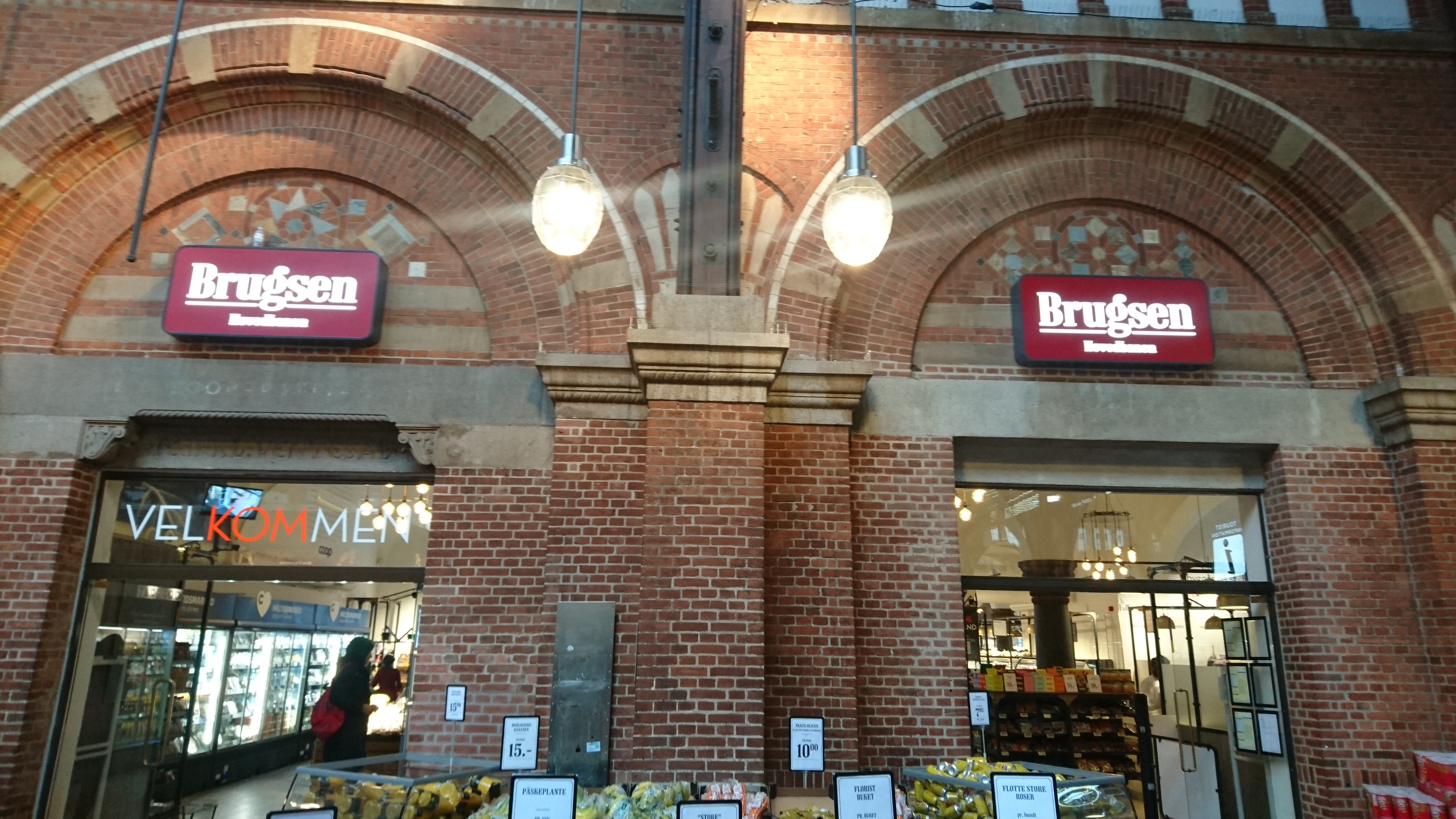
2017年时的布鲁格森哥本哈根火车总站店正门

### 别走开泰国餐厅
别走开泰国餐厅（丹麦语原名：D' let Thai Take Away）是丹麦一家泰国风味快餐连锁，其在丹麦多座城市均设有门店。其在哥本哈根火车总站购物中心的门店提供多种泰国风味凉拌菜、泰式炒金边粉、浓红咖喱、油炸虾、迷你炸春卷等多种泰国美食，按重量计费。

### 唐恩都乐
总部位于美国马萨诸塞州的跨国餐饮连锁——唐恩都乐，主打产品为甜甜圈和咖啡，在哥本哈根火车总站购物中心亦设有门店。

### 浓缩咖啡屋（英语：Espresso House）
浓缩咖啡屋是北欧地区最大的咖啡连锁店，现时总部位于瑞典斯德哥尔摩，业务范围包括瑞典、丹麦、芬兰、挪威、德国，其在北欧地区的普及程度与星巴克在美国相当。其在哥本哈根火车总站购物中心的门店在提供咖啡的同时，还提供冷饮和三明治。

### 日落大道
日落大道（丹麦语原名：Sunset Boulevard）是一间总部位于丹麦的快餐连锁店，其主要业务也在丹麦，以供应新鲜制作的三明治和汉堡而闻名。

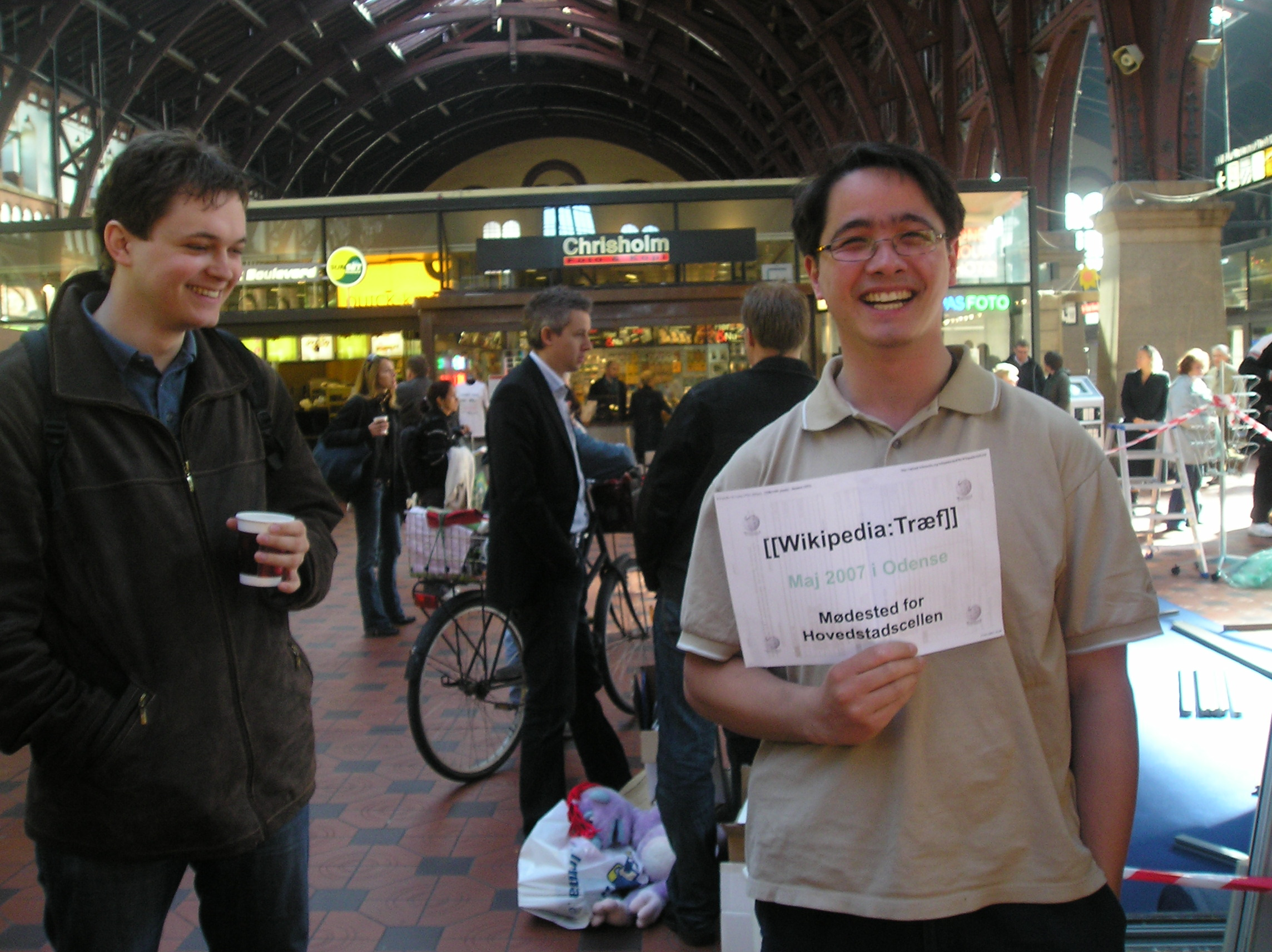
哥本哈根火车总站购物中心一角，注意人物背后的“日落大道”门店。

### 哥本哈根火车总站药店
哥本哈根火车总站药店（丹麦语原名：Hovedbanens Apotek），位于车站大厅的西端。在这里你可以找到处方药、非处方药、护肤品、维生素等。可以通过DinApoteker.dk在线下单。在临近区域提供快速送货上门服务。配送至丹麦其它地区则通过邮寄。

### 乔和果汁（英语：Joe & The Juice）
乔和果汁是一间总部位于丹麦首都哥本哈根的快餐连锁店，其在哥本哈根火车总站购物中心的门店提供三明治、果汁和咖啡。

### 面点屋
“面点屋（丹麦语原名：Lagkagehuset）”是一间总部位于丹麦首都哥本哈根的西式面点连锁，其在哥本哈根火车总站购物中心内的门店提供面包、蛋糕、咖啡、三明治、欧式凉拌菜（中文按音译又译“沙拉”）以及咖啡。顾客可在此解决早餐和午餐。

### 莱茨寿司
莱茨寿司（丹麦语原名：LETZ SUSHI）是一间总部位于丹麦首都哥本哈根的寿司连锁，连锁店位于哥本哈根及周边地区。在哥本哈根火车总站购物中心的门店在主打寿司的同时还提供凉拌菜。

### 麦当劳

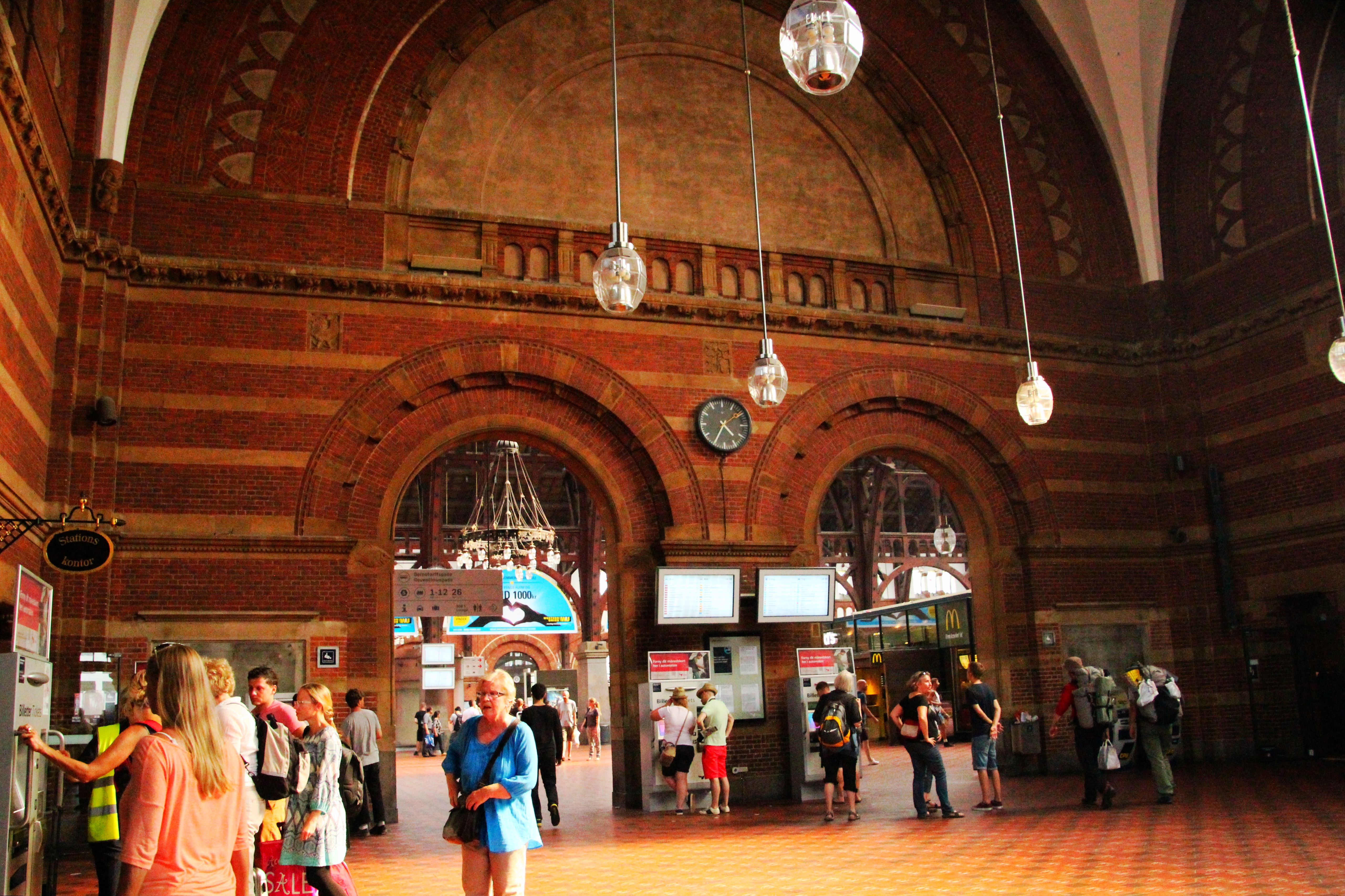
哥本哈根火车总站购物中心内部一角，注意照片中的麦当劳。

### 超级汉堡
超级汉堡（瑞典语原名：MAX Burgers）是北欧地区创立最早的本土汉堡包连锁店，1968年创立于瑞典，现时总部位于瑞典吕勒奥。定位较为接近麦当劳和肯德基，在欧洲多个国家都有门店。

### 星巴克
星巴克在哥本哈根火车总站购物中心的门店，在提供包括咖啡在内的多种冷热饮品的同时，还提供欧式凉拌（即“沙拉”）、三明治及多种风味小吃。

### La Place
La Place是一间总部位于荷兰尼沃海恩的快餐连锁，其在荷兰、丹麦、德国、西班牙、印度尼西亚、美国、加拿大均有门店。

### 克里泽姆证件照
克里泽姆证件照（丹麦语原名：Chrisholm Pasfoto）是丹麦一间专注于证件照的连锁商业机构，成立于20世纪40年代，业务范围遍布丹麦多座城市。其在哥本哈根火车总站购物中心的分支机构是一处自动照相屋，能够通过顾客的自助操作拍摄并制作出多种标准证件照。

### 旅站小店
旅站小店（丹麦语原名：Telestation）是一间提供多元化商品和服务小店，包括手机附件销售、手机入网、手机维修、电脑维修、网上冲浪、打印、复印、证件照、旅游纪念品销售、订票等。

## 外部連結
- 哥本哈根火车总站购物中心丹麦文官网 （页面存档备份，存于）
- 哥本哈根火车总站购物中心英文官网 （页面存档备份，存于）